# 海南军话
海南军话是海南島的汉语官话方言之一，是军话的分支。使用人口約為12万。分布在原海南衛地区（今儋州、三亚、东方三市和昌江黎族自治县的诸多村镇）。因主要由明代戍边军队带来，故名。声母有15至18个。三亚军话的“f”并入“v”，倍州军话缺少送气声母。韵母除东方军话外，没有撮口韵。有阴平、阳平、上声、去声、入声5个调。入声除了东方军话话收喉塞尾外，多数为降升型的开尾韵。